# Eolophus roseicapilla
Vẹt mào hồng (tên khoa học Eolophus roseicapilla) là một loài chim trong họ Cacatuidae.
Loài này được tìm thấy trên phần lớn lục địa Úc. Chúng được tìm thấy trên đất liền và được du nhập đến Tasmania,, nơi màu hồng đặc biệt của nó và bộ lông màu xám và hành vi táo bạo và lớn của chúng làm cho loài vẹt mào này trở thành một loài quen thuộc trong các bụi cây và ngày càng hiện diện nhiều trong các khu vực đô thị.

## Hình ảnh

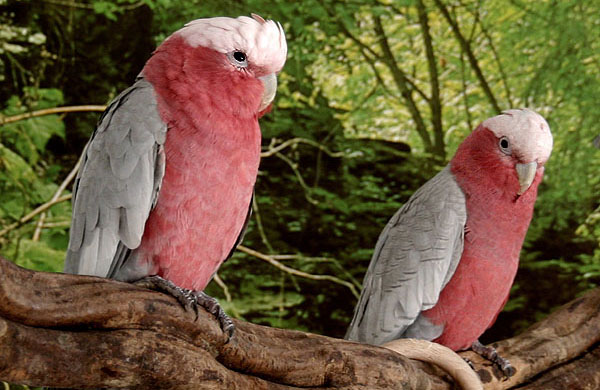
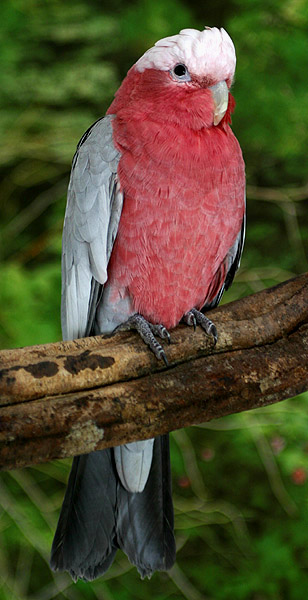
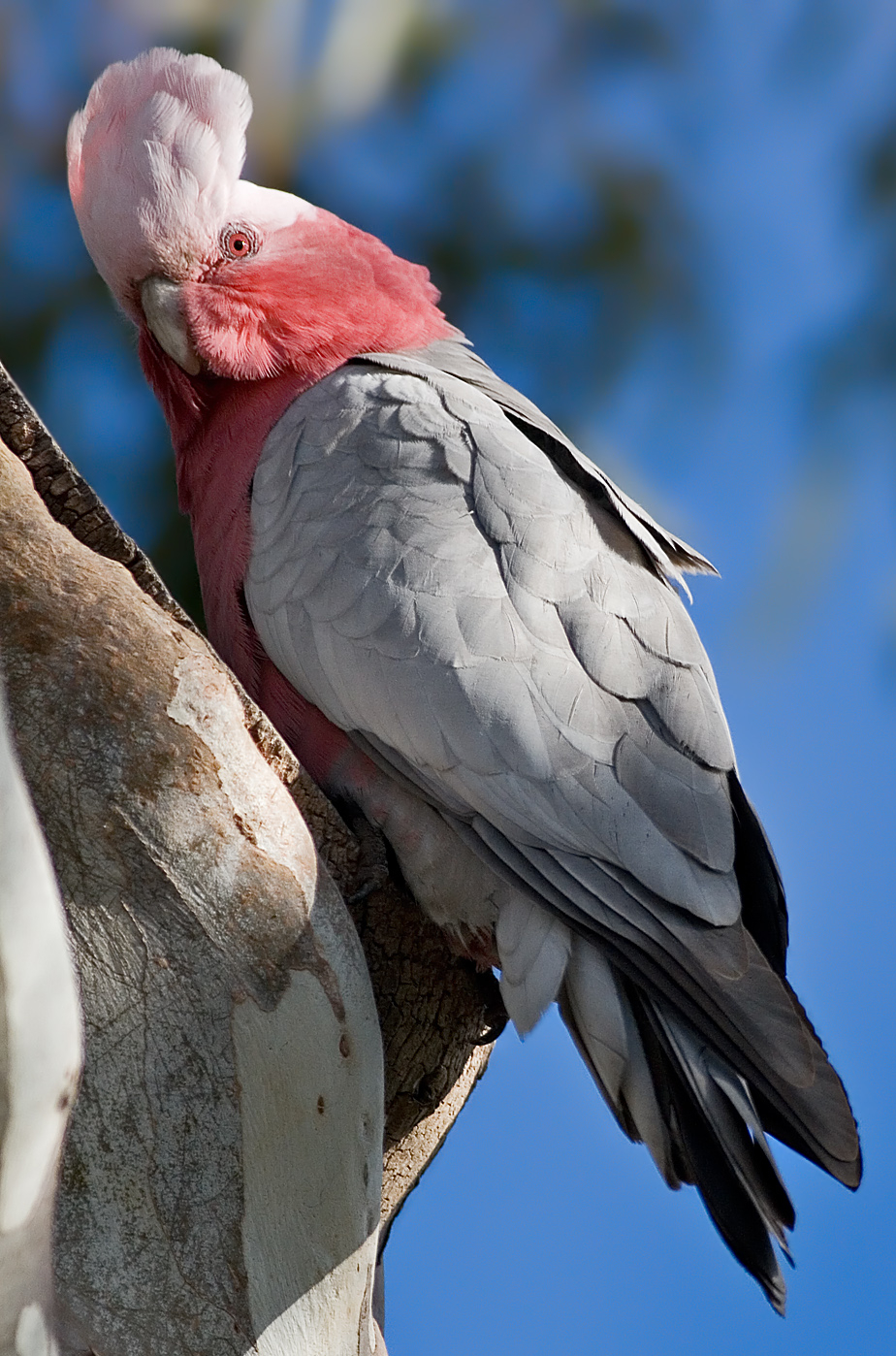